# Viktor Fischl
Viktor Fischl [Fišl], hebrejským jménem Avigdor Dagan, (30. června 1912, Hradec Králové – 28. května 2006, Jeruzalém), byl český, židovský a izraelský básník, prozaik, překladatel a publicista.

## Životopis
Viktor Fischl se narodil 30. června 1912 v Hradci Králové, kam se jeho rodiče přistěhovali z moravsko-slovenského pomezí. Otec Mořic Fischl absolvoval obchodní a důstojnickou školu, později byl knihvedoucí. Matka Frieda rozená Ehrensteinová studovala učitelský ústav, kvůli sňatku však studia zanechala. Oba rodiče příslušeli do Uher. Otec Mořic přijel do Hradce Králové na inzerát továrny na harmonia, která nabízela práci pro korespondenta ovladajícího maďarštinu. Viktor Fischl měl dva mladší sourozence: Emílii (22. 1. 1917) a Pavla Gabriela (23. února 1922), který přežil Terezín i Osvětim.
Po maturitě na Rašínově klasickém gymnáziu Viktor Fischl promoval v roce 1938 na Karlově univerzitě v Praze, kde studoval sociologii a práva. Od roku 1933 pracoval jako novinář na volné noze, přispíval do Českého rozhlasu, byl redaktorem sionistického týdeníku Židovské zprávy a parlamentním sekretářem menšinové Židovské strany, začal se zajímat o literaturu, psal své první básně, vydané v sbírkách Člověk na mezi, Jaro, Kniha nocí a Hebrejské melodie. V roce 1938 stihl promovat na doktora práv a oženit se se Stellou Bergerovou.

### Emigrace do Velké Británie
Fischl dobře sledoval, co se s Židy provádělo ve 30. letech v Německu, nejistotu vystřídalo rozčarování z Mnichova a vztek, proto hned v roce 1939 emigroval s ženou a dětmi do Londýna, kde začal pracovat pro zahraniční odboj. V Benešově exilové vládě zajišťoval komunikaci s britským parlamentem a řídil propagaci československé kultury.
Do začátku září, než vypukla válka, zachránil z protektorátu asi dvě stě lidí, kterým v Londýně opatřil britská víza a zajistil pro ně v Anglii přijetí. V dubnu 1939 byl v Londýně představen Janu Masarykovi, který ho už předtím znal z jeho básní. Když Benešova exilová vláda přesídlila po obsazení Francie v roce 1940 z Paříže do Londýna, nabídl mu Masaryk, jenž byl nově jmenován ministrem zahraničí, místo na svém úřadě. Tak se začalo rozvíjet přátelství, které trvalo až do Masarykovy smrti v roce 1948. Až do konce války pak Fischl pracoval jako vedoucí oddělení pro kulturní propagandu v informačním odboru čs. exilového ministerstva zahraničí a jako styčný úředník mezi čs. vládou v exilu a čs. výborem anglického parlamentu. Působil také jako tajemník čs. PEN klubu, který tam v roce 1940 s dalšími našimi emigranty založil. Když válka skončila, byl jmenován prvním tajemníkem našeho velvyslanectví v Londýně. Na pařížské mírové konferenci, která v roce 1946 jednala o budoucnosti satelitních zemí válčícího Německa, byl tiskovým přidělencem (mluvčím) naší delegace. V roce 1947 se vrátil do Prahy a Masaryk si ho opět stáhl k sobě do informačního odboru ministerstva zahraničních věcí. Později si Fischl začal zapisovat přibližná znění jejich rozhovorů z vzájemných každodenních setkání. O několik let později z toho vznikla kniha „Hovory s Janem Masarykem.“ V Londýně F. napsal poému Mrtvá ves o vyvraždění Lidic. Fischlova prozaická prvotina Píseň o lítosti zvítězila v roce 1948 v soutěži Evropského literárního klubu, ale vyjít už nestihla – komunistická cenzura ji nepovolila pro její apolitičnost.

### Emigrace do Izraele
Po komunistickém převratu a Masarykově smrti si Fischl nemohl být jistý svou budoucností, rozhodl se proto pro emigraci do právě vznikajícího židovského státu Izrael, o němž mohly generace jeho předků jenom snít. „Clementis o mně věděl, že jsem sionista, a proto mi nebránil, trval však na tom, abych nejdříve dokončil svoji práci na sepisování stanoviska ČSR k mírové smlouvě s Německem, ke které pak nakonec stejně nedošlo.“ Až v září 1949 mohl i s rodinou vycestovat do Izraele a hned následujícího roku byl zaměstnán na izraelském ministerstvu zahraničí. Během roku se naučil plynně hebrejsky; později si na přání ministra změnil jméno na Avigdor Dagan, které mělo být hebrejským překladem německého znění jeho jména (dag=ryba), dagan však v hebrejštině znamená obilí. V roce 1955 vstoupil do diplomatických služeb nového státu, stal se sekretářem izraelského velvyslanectví v Japonsku – právě tam nemohl jako izraelský diplomat s německým jménem. V letech 1959–1961 byl velvyslaneckým radou na izraelské ambasádě v Barmě. Na následující tři roky byl vyslán zpět do Evropy, stal se velvyslancem v Polsku (1961–1964). Od roku 1966 byl pak velvyslancem Izraele v Jugoslávii, další tři roky v Norsku a na Islandu a nakonec v Rakousku (1974–1977). Právě v době jeho misí v Rakousku a Polsku se mu podařilo několikrát dostat i do Československa. V roce 1977 ukončil svou diplomatickou kariéru a od té doby se věnoval především literární tvorbě. Do Československa se vrátil poprvé až v roce 1990. Dostalo se mu tam řady ocenění – v roce 1992 čestné občanství Hradce Králové, roku 2005 při své poslední návštěvě převzal společně s Josefem Škvoreckým za celoživotní dílo Cenu Jaroslava Seiferta, pojmenovanou po Fischlově dávném příteli, a cenu Gratias agit za šíření dobrého jména České republiky. Roku 1996 mu byl propůjčen Řád T. G. Masaryka III. třídy. Je rovněž nositelem Čestné medaile TGM za věrnost jeho odkazu, kterou mu v roce 1999 udělilo Masarykovo demokratické hnutí, v době, když vydalo jeho knihu "Hovory s Janem Masarykem".
Psal až do konce svého života, přestože ve stáří přestával vidět. Pravidelně jednou za rok přijížděl na měsíc do České republiky. Zemřel v Jeruzalému v květnu 2006. Bylo mu 93 let. Viktor Fischl byl posledním žijícím spisovatelem, o němž se ještě zmiňuje Arne Novák v konečném vydání svých Dějin české literatury z roku 1936.

## Citáty
- „Politika je duchovní záležitost a pro politiky platí totéž, co pro spisovatele – je to věc svědomí. Jsme ale bohužel svědky devalvace osobností jak v literatuře, tak v politice. Nevím, z jakého důvodu, a pochybuji, že někdo na světě to ví.“
- „Jednou jsem naslouchal dvěma starším ženám v čekárně. Vyprávěly si o nemocech a všelijakých trampotách, až najednou slyším, jak jedna druhé říká: „Co bych vám povídala. Starý člověk se vůbec neměl narodit.” … Kdykoliv si na to vzpomenu, všechno ve mně ještě vře. Myslím, že vždycky stálo a bude stát za to žít. Vychutnat si život do dna. Do posledního dechu. Měl jsem dost času si to vyzkoušet a ničím si nejsem tak jist.“
- „Piš sám sebe!“ – William Saroyan, americký spisovatel, Viktoru Fischlovi za válečného exilu v Anglii

## Dílo
Devět sbírek původních veršů, básnické překlady, dokumentární publicistika, knížky pro děti a zejména pozdní básnivé prózy, v kterých spojuje fantazii, životní filozofii a reálné zážitky.
- Jaro, 1933
- Hebrejské melodie, 1936
- Kniha nocí, 1936

za války v Anglii:
- Evropské žalmy, 1941
- Lyrický zápisník
- Anglické sonety, 1946
- Mrtvá ves, 1943

po válce:
- Píseň o lítosti, 1948
- Hovory s Janem Masarykem, Tel Aviv 1951 (1. vydání), v komunistickém Československu jedna ze zakázaných knih, vyšla také v 68 Publishers a teprve po listopadu 1989 několikrát v Československu, v Česku a na Slovensku

od 70. let:
- Moscow and Jerusalem – Twenty Years of Relations between Israel and the Soviet Union, Londýn 1970
- Kuropění, 1975, lyrický vesnický román, hlavními postavami jsou místní lékař a kněz debatující o smyslu života, to vše v souvislosti s krásou krajiny a "obyčejných" událostí ve vsi, významnou postavou je také lékařovo alter ego kohout Pedro
- Pátá čtvrť, vydal Ivo Železný 1991, vyprávění o pražském Židovském městě – Páté čtvrti
- Hrací hodiny, 1982
- Dvorní šašci, 1982, Příběh čtyř kamarádů z Osvětimi, kteří se zde stali právě dvorními šašky velitele koncentračního tábora, a jejich osudy po konci války.
- Jeruzalémské povídky, 1982
- Všichni moji strýčkové, 1987
- Figarova zlatá svatba, 1987
- Svědek téměř stoletý, 1988 (Index 1988, SPN 1990, s Karlem Steinbachem, vzpomínky a biografie Dr. Karla Steinbacha)
- Hodinář z uličky Zvěrokruhu, 1992, společně s bratrem Pavlem
- Setkání, 1994
- Loučení s Jeruzalémem, 1997
- Maškary v Benátkách, 1997 nakladatelství PRIMUS
- Zátiší s houpacím koněm, 1998, generační kronika židovské rodiny, která přes všechny životní zvraty neztrácí nadhled, moudrost a svým způsobem také víru
- Hovory s jabloní, 1999
- Žlutý dům, 2002
- Prstoklady, 2004
- Vy, soudci athénští, Paseka 2005

o Viktoru Fischlovi:
- EMINGEROVÁ, Dana. Dva životy: Hovory s Viktorem Fischlem. Praha: G plus G, 2002. ISBN 80-86103-53-6
- JAKLOVÁ, Lenka. Návraty Viktora Fischla: vzpomínky přátel a blízkých spolupracovníků. Hradec Králové: Garamon, 2007. ISBN 978-80-86472-31-7.
- KAĎŮRKOVÁ, Milada. Setkání s Viktorem Fischlem. Praha: Mladá Fronta, 2002. 157 s. ISBN 80-204-0946-7.
- KAĎŮRKOVÁ, Milada. Zamyšlení nad dopisy Viktora Fischla. Středokluky: Zdeněk Susa, 2009. 234 s. ISBN 978-80-86057-55-2.
- KAĎŮRKOVÁ, Milada. Zůstanou solí země. [Havířov]: Městská knihovna Havířov, Půjčovna se zaměřením na hudbu a umění, 2020. str. 7–22, ISBN 978-80-270-9136-2.
- Osobnosti - Česko : Ottův slovník. Praha: Ottovo nakladatelství, 2008. 823 s. ISBN 978-80-7360-796-8. S. 162.
- TOMEŠ, Josef, a kol. Český biografický slovník XX. století : I. díl : A-J. Praha ; Litomyšl: Paseka ; Petr Meissner, 1999. 634 s. ISBN 80-7185-245-7. S. 321.